# Jérémie Heitz
 (mars 2022).
Jérémie Heitz, né le 28 septembre 1989, est un freeskieur professionnel, spécialiste du ski de pente raide originaire des Marécottes dans le canton du Valais, en Suisse. Grandissant dans les montagnes, il commence à skier à l'âge de trois ans. Heitz laisse rapidement de côté des activités telles que l'escalade pour débuter une carrière en ski alpin, qu'il mène pendant près de huit ans, dont deux supervisés par la fédération internationale de ski. Épaulé par son beau-père, sauveteur et guide de montagne, ainsi que les frères Falquet, deux skieurs et réalisateurs originaires de la même région que Heitz, ce dernier découvre et se spécialise ensuite dans la pratique du freeride,.
En 2013, il se classe quatrième au classement général du Freeride World Tour lors de sa première participation à la compétition, ce qui fait de Heitz le plus jeune skieur à participer au tour jusque là. En 2014, il se classe troisième au classement général de cette même compétition, puis deuxième en 2015 et neuvième en 2016.
Il est connu pour son aisance inédite, sa vitesse incroyable et ses grandes courbes exécutées dans des pentes extrêmes. Heitz dévale quinze sommets de 4 000 mètres d'altitude dans les Alpes pour son film documentaire La Liste, atteignant parfois des vitesses de plus de 100 km/h dans des pentes de 50°, voire plus,. Tous les sommets gravis et descendus, y compris le Cervin, le Lenzspitze, l'Ober Gabelhorn, le Hohberghorn, le Zinalrothorn ont des pentes de plus de 50 degrés[réf. nécessaire], de sorte que le film met en lumière la pratique du ski de pente raide.